# Bolesław Ciepiela
Bolesław Ciepiela (ur. 24 kwietnia 1931 w Będzinie, zm. 28 listopada 2021) – literat, redaktor, regionalista, oraz członek Stowarzyszenia Autorów Polskich związany z Zagłębiem Dąbrowskim.

## Życiorys
Był synem Bronisława i Katarzyny z domu Zygmunt. Absolwent Akademii Górniczo-Hutniczej w Krakowie. W latach 1955–1985 pracował w KWK „Grodziec” w Grodźcu (dzielnica Będzina) na różnych stanowiskach kierowniczych. Przez 12 lat był czynnym ratownikiem górniczym. Uzyskał kolejne stopnie górnicze, począwszy od inżyniera stopnia III, II i I. Będąc już na emeryturze, w 2004 r. otrzymał stopień dyrektora górniczego I stopnia, a w 2013 r. generalnego honorowego dyrektora górniczego. Był rzeczoznawcą w Zespole Rzeczoznawców przy Zarządzie Głównym SITG w zakresie aerologii górniczej.

## Działalność literacka i publicystyczna
Ciepiela był autorem, współautorem, redaktorem pięćdziesięciu książek (monografii, albumów, encyklopedii o historii miast Zagłębia Dąbrowskiego, przemysłu górniczego i cementowego oraz walk niepodległościowych). Autor 100 artykułów w czasopismach naukowo-technicznych oraz ok. 900 artykułów popularnonaukowych w prasie zagłębiowskiej. Publikował m.in. w „Wiadomościach Górniczych”, „Przeglądzie Górniczym”, „Bezpieczeństwie Pracy w Górnictwie”, „Wspólnych Sprawach” (biuletynie Stowarzyszenia Inżynierów i Techników Górnictwa) i innych periodykach.
Był wieloletnim prezesem Stowarzyszenia Autorów Polskich w Będzinie, i Stowarzyszenia Inżynierów i Techników Górnictwa „Zagłębie” (oddziału w Będzinie), wiceprezesem Klubu Kronikarzy im. Jana Przemszy-Zielińskiego.
Członek Komandorii Zagłębiowskiej Stowarzyszenia Orderu św. Stanisława w Polsce.
Ciepiela był członkiem m.in. Towarzystwa Miłośników Będzina, Towarzystwa Przyjaciół Łagiszy, Naczelnej Organizacji Technicznej w Katowicach.
Pochowany na cmentarzu parafialnym w Grodźcu.

## Odznaczenia w górnictwie
- Order Sztandaru Pracy I klasy
- Order Sztandaru Pracy II klasy
- Brązowy Krzyż Zasługi
- odznaczenia resortowe NOT i SITG w Katowicach

## Odznaczenia za działalność publicystyczną, literacką, społeczną
- Krzyż Kawalerski Orderu Odrodzenia Polski
- Brązowy Medal „Zasłużony Kulturze Gloria Artis” (2014)[8]
- Srebrny Krzyż Zasługi
- Zasłużony Działacz Kultury
- Odznaka honorowa „Zasłużony dla Kultury Polskiej”
- „Zagłębiowski Pegaz” - nagroda Związku Zagłębiowskiego w Sosnowcu (2014)[9]

## Odznaczenia pozostałe
- Order św. Stanisława I klasy
- Order św. Stanisława II klasy
- Order św. Stanisława III klasy
- Złoty Medal „Za Zasługi dla Kościoła” (2006) nadany przez biskupa sosnowieckiego Adama Śmigielskiego[10]